# Français du monde - ADFE
 (janvier 2023).
Français du monde - ADFE est une association reconnue d’utilité publique créée en 1980 sous le nom ADFE (Association Démocratique des Français à l'étranger), pour rassembler des ressortissants français établis hors de France. Elle se réclame des idéaux et les valeurs de « justice sociale, de pluralisme, de tolérance, de démocratie, de solidarité ». Elle n’est liée à aucun parti politique mais réunit la « gauche républicaine » présente à l’étranger. À l'occasion de la modification de ses statuts en 2013, l'ADFE deviendra Français du monde - ADFE.   

## Histoire

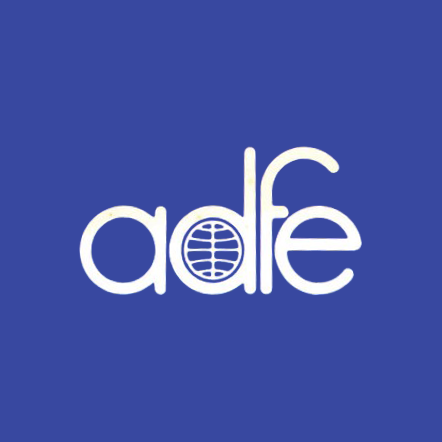
Ancien logo de l'ADFE

L'ADFE a été créée en 1980dans la perspective de l'élection présidentielle de 1981 pour offrir une alternative à l'UFE, association "apolitique de droite"[pas clair]'[réf. nécessaire], pour les Français de gauche, notamment membres ou proches des partis comme le Parti socialiste, les Radicaux de gauche, les Verts, le Parti communiste, etc.[réf. nécessaire].

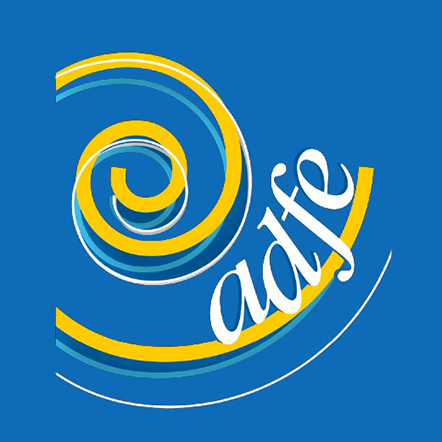
Ancien logo de l'ADFE

En 1984, l'association adopte sous forme d'une résolution la « Charte de Cachan » qui fixe ses objectifs : reconnaissance des Français de l’étranger comme des « Français à part entière », lutte contre les exclusions et les discriminations, défense des droits sociaux, animation et information des communautés françaises, représentation auprès des autorités des postes diplomatiques et consulaires français. 

Depuis sa création, l'association a le plus souvent[évasif] été présidée par un parlementaire ou ancien parlementaire, avec un conseil d'administration pluraliste (militants non encartés ou membres de différents partis de gauche ou écologistes, syndicalistes). 

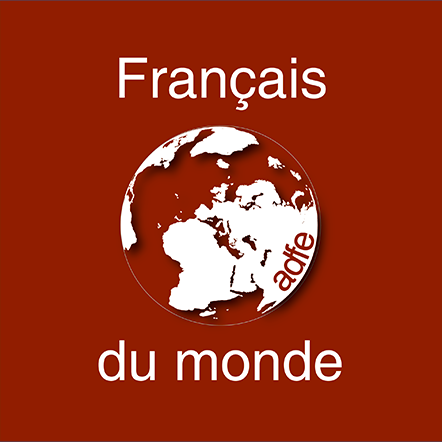
Ancien logo de Français du monde-adfe

L’ADFE est reconnue d’utilité publique par le décret du 14 mars 1986, publié au Journal Officiel du 18 mars 1986.
L'association est présente dans plus d'une centaine de pays. Son siège est à Paris.
L'association édite depuis sa création une publication trimestrielle : Français du monde.

## Personnalités

### Présidents de l'association
- 1980-1984 : Gérard Jaquet, ancien ministre de la France d'Outre-Mer, membre du parlement européen
- 1984-1986 : Louis Périllier, ancien député de l'Yonne
- 1986-1991 : Édith Cresson, ancienne députée, ministre des Affaires européennes
- 1991-1993 : Edwige Avice, ancienne ministre des Affaires européennes
- 1993-2000 : Jacques Gérard (d), entrepreneur, conseiller du commerce extérieur de la France
- 2000-2005 : Guy Penne, sénateur, ancien conseiller à l'Élysée
- 2005-2009 : François Nicoullaud, ancien ambassadeur
- 2009-2015 : Monique Cerisier-ben Guiga, sénatrice
- 2015-2022 : Claudine Lepage, sénatrice
- 2022- (en cours) : François Boucher (d), conseiller honoraire à l'Assemblée des Français de l’Étranger (AFE)

- Président d'honneur : Étienne Manac'h, Ambassadeur de France

Source

### Sénateurs issus de Français du monde - ADFE
- Kalliopi Ango Ela (2012-2014, en remplacement d’Hélène Conway-Mouret)
- Jean-Pierre Bayle (1983-1992)
- Pierre Biarnès (1989-1998-2008)
- Monique Cerisier-ben Guiga (1992-2001-2011)
- Yan Chantrel (2021-2027)
- Hélène Conway-Mouret (2011-2012 devenue ministre déléguée chargée des Français de l'étranger, 2014-2017-2023)
- Jean-Yves Leconte (2011-2017-2023)
- Claudine Lepage (2008-2014-2021)
- Mathilde Ollivier (2023-2029)
- Guy Penne (1986-1995-2004)
- Mélanie Vogel (2021-2027)
- Richard Yung (2004-2014-2021)

Source

### Députés issus de Français du monde - ADFE
- Pouria Amirshahi (2012-2017), 9e circonscription
- Karim Ben Cheïkh (2022-2023, réélu en 2023 après invalidation), 9e circonscription
- Philip Cordery (2012-2017), 4e circonscription
- Sergio Coronado (2012-2017), 2e circonscription
- Pierre-Yves Le Borgn’ (2012-2017), 7e circonscription
- Axelle Lemaire (2012-2014, devenue secrétaire d’État chargée du numérique), 3e circonscription
- Corinne Narassiguin (2012-2013, élection invalidée), 1re circonscription
- Daphna Poznanski-Benhamou (2012-2013, élection invalidée), 8e circonscription
- Christophe Premat (2014-2017, en remplacement d’Axelle Lemaire), 3e circonscription

Source